# Poiana Onții
Poiana Onții – wieś w Rumunii, w okręgu Sălaj, w gminie Cristolț. W 2011 roku liczyła 82 mieszkańców.